# Esame obiettivo
( S. Mangione, LZ. Nieman; E. Gracely; D. Kaye, The teaching and practice of cardiac auscultation during internal medicine and cardiology training. A nationwide survey., in Ann Intern Med, vol. 119, n. 1, Jul 1993,  pp. 47-54, DOI:10.7326/0003-4819-119-1-199307010-00009, PMID 8498764.)
Semeiotica

"Esame obiettivo"

 · Ispezione

 · Palpazione

 · Percussione

 · Auscultazione

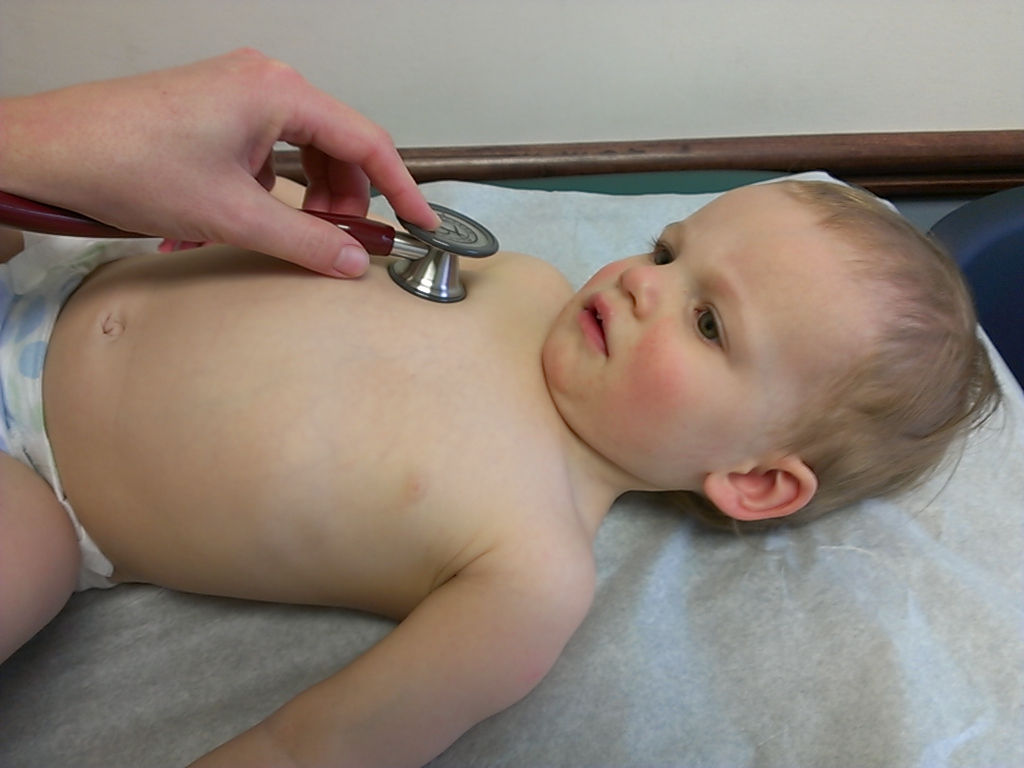
Auscultazione con lo stetoscopio del torace di un bambino di 15 mesi

L'esame obiettivo è il secondo dei tre processi (insieme ad anamnesi e esami strumentali) utilizzati nella fase analitica del processo diagnostico. 
Per esame obiettivo (generalmente abbreviato "e.o.") si intende l'insieme di manovre diagnostiche effettuate dal medico per verificare la presenza o assenza, nel paziente, dei segni indicativi di una deviazione dalla condizione di normalità fisiologica.
Il medico, dopo aver raccolto i sintomi (sensazioni riferite dal paziente sulla sua condizione di salute) tramite l'anamnesi, e i segni tramite l'esame obiettivo, può cominciare a sospettare la presenza o assenza di determinate patologie e quindi orientarsi nel prescrivere gli accertamenti adeguati per giungere alla diagnosi.
Nella sua prima fase, consiste nell'osservare il paziente per raccogliere informazioni sulla mobilità (postura, andatura, modo di sedersi e di alzarsi, eventuale difficoltà a svestirsi) o sul decubito, sulla presenza di possibili atteggiamenti antalgici, e sullo stato generale.

## Fasi
L'esame obiettivo si compone generalmente di quattro fasi (a seconda delle porzioni anatomiche analizzate e delle caratteristiche di queste ultime in alcuni casi qualche fase può mancare), che possono essere ricondotte all'utilizzo, da parte del clinico, dei sensi quali vista, tatto e udito: ispezione, palpazione, percussione e auscultazione.
L'ordine in cui queste fasi si succedono deve essere rigorosamente quello sopra riportato in quanto seguendo questa progressione si possono verificare alcune alterazioni riscontrate nelle fasi precedenti, tranne nell'esame obiettivo dell'addome, in cui l'auscultazione precede sia la palpazione sia la percussione, manovre che potrebbero falsare intensità e frequenza dei suoni intestinali.
Secondo William Osler per diventare competente in queste metodiche, lo studente deve "insegnare agli occhi a osservare, alle dita a palpare e alle orecchie ad ascoltare".

### Ispezione
Il medico, con il solo ausilio della vista, ricerca alterazioni dei parametri fisiologici, per esempio torace ingrandito, ingrossamento del collo (in alcuni casi le alterazioni possono comunque rientrare in una situazione non patologica) e lesioni come cicatrici, ematomi, che possono essere utili a rinforzare il sospetto clinico o a delineare la storia clinica del paziente.

### Palpazione
Viene effettuata tramite la palpazione di una regione anatomica (per esempio la mammella o l'addome). Nel caso dell'addome la palpazione si suddivide in superficiale (alla ricerca del cosiddetto "risentimento peritoneale", ovvero la contrazione da parte del paziente dei muscoli addominali, frequente per esempio nei casi di appendicite) e profonda (effettuabile solo in assenza di risentimento peritoneale, alla ricerca di alterazioni a livello addominale). Nella palpazione rientra l'esame del polso arterioso.

### Percussione
Viene effettuata con l'ausilio di un dito (o più dita, dipende dalla comodità del medico) plessimetro (che viene poggiato su una determinata zona anatomica) e un dito (o più dita) plessore (che percuote il dito plessimetro). L'effetto è quello di provocare, tramite la percussione, un suono che rifletterà la natura della zona sottostante: ovvero il suono si propagherà meglio se il dito plessimetro verrà poggiato in corrispondenza di zone meno dense (in cui la presenza di parenchima è minore: per esempio il polmone) dando origine a un suono definito "chiaro", si propagherà meno, invece, nelle zone in cui la presenza di parenchima è maggiore, dando origine a un suono definito "ottuso" (per esempio nell'addome). Il sospetto clinico nasce nel momento in cui si riscontra un suono diverso da quello che ci si sarebbe aspettati (per esempio se si riscontra un suono ottuso in corrispondenza del polmone, dove ci si aspetterebbe un suono chiaro).

### Auscultazione
Si effettua tramite un fonendoscopio che viene poggiato sulla cute, in corrispondenza della zona di cui si vuole sentire i vari suoni.

## Modalità di indagine e interpretazione
Anche se molti clinici hanno diversi approcci nella sequenza di parti del corpo da esaminare, un esame sistematico generalmente comincia nella testa e finisce agli arti inferiori. Dopo che i principali organi, linfoghiandole, arterie e vene sono stati investigati dalla ispezione, palpazione, percussione e auscultazione, possono seguire dei test più specifici (come alcuni test neurologici, indagini ortopediche) o test specifici quando si sospettano particolari malattie (ad es. esplicitando il segno di Trousseau per la tetania latente nell'ipocalcemia).
Partendo dagli interrogativi sorti durante la raccolta dell'anamnesi (la storia clinica) e dall'esame obiettivo (esame fisico) l'operatore sanitario può allora formulare una diagnosi differenziale, una lista di potenziali cause dei sintomi. Test diagnostici specifici (oppure occasionalmente, o in casi di grave emergenza e pericolo di vita, la terapia empirica) generalmente conferma la causa, o permette di mettere a fuoco altre possibili cause, spesso trascurate perché poco probabili statisticamente, o perché si presentano in modo ambiguo.
Mentre le modalità dell'esame come elencato sono quelle che si insegnano e si domandano agli studenti, uno specialista si concentrerà nel particolare campo e nella natura del problema descritto dal paziente. Dunque di routine un cardiologo non eseguirà gli aspetti neurologici dell'esame obiettivo, con l'eccezione di osservare e annotare che il paziente è capace di utilizzare tutti e quattro gli arti entrando nella stanza di visita, e durante il consulto si renderà conto dello stato del suo udito, vista e favella. A suo modo, un chirurgo ortopedico esaminerà la giuntura lesa, ma soltanto molto brevemente ausculterà i toni cardiaci e il torace per assicurarsi che non vi sia alcuna tra le controindicazioni alla chirurgia poste dall'anestesista.
Un esame fisico completo include la valutazione dell'aspetto generale del paziente e di specifici sistemi d'organo. Viene conservato nel registro medico in una modalità standard che facilita la lettura successiva da parte di medici in altri centri. In pratica i parametri vitali della misura della temperatura corporea, del polso radiale (e altri polsi) e della pressione del sangue sono spesso misurati per primi.
Molti degli elementi dell'esame fisico tradizionale non sono stati sottoposti a revisione critica scientifica tramite trial clinico controllato per testare la loro utilità nell'identificazione dei segni di malattia. Uno studio del 2003, su pazienti ospedalizzati stabilì che circa un quarto di essi avevano segni ben identificabili sull'esame obiettivo che in seguito sono stati rilevanti per la diagnosi e terapia.